# Infostealer
Infostealer (PWSteal.Trojan) trojanski je konj otkriven 8. prosinca 1997. godine. 

## Opis
Krade osjetljive informacije, prati aktivnosti na Internetu i snima snimak ekrana. Ukradene informacije mogu biti poslane na udaljenu lokaciju gdje napadač (haker) može pristupiti informacijama ili se pak one pohranjuju lokalno. 
Napada računala koja rade pod operativnim sustavom Microsoft Windows (Windows 98, Windows 95, Windows XP, Windows Me, Windows NT, Windows Server 2003, Windows 2000). 